# La Reine du fond des temps
La Reine du fond des temps (新竹取物語1000年女王, Shin Taketori Monogatari: Sennen Joō) est une série télévisée de science-fiction d'animation japonaise en 42 épisodes de 24 minutes, créée par Leiji Matsumoto et diffusée entre le 16 avril 1981 et le 25 mars 1982. Un film reprend le même synopsis, Princesse Millenium.
En France, le 10 premiers épisodes du dessin animé a été diffusé en juillet 1991 sur La Cinq, puis diffusé en intégralité en 2000 sur la chaîne Manga. 

## Synopsis
Andromeda Promethium, la reine de la Métal vit sur Terre depuis 1000 ans. Son peuple envahit la planète bleue. Attachée aux humains, la reine sera déchirée entre les deux peuples.

## Fiche technique
- Titre : La Reine du fond des temps
- Titre original : 新竹取物語1000年女王 (Shin Taketori Monogatari: Sennen Joō)
- Réalisation : Nobutaka Nishizawa
- Scénario Toyohiro Andô, Hiroyasu Yamaura et Keisuke Fujikawa d'après Leiji Matsumoto
- Personnages : Yoshinori Kanemori
- Décors : Isamu Tsuchida
- Mecha : Katumi Itabashi
- Musique : Ryudo Uzaki,Tomoyuki Asakawa
- Production : Toei Animation
- Durée : 42 × 24 minutes
- Dates de diffusion :  Japon : 1981

## Distribution
- Taeko Nakanishi : Seijoou Raarera
- Keiko Han : Opale (Yayoi Yukino)
- Keiko Toda : Édouard (Hajime Amamori)
- Ichirō Nagai : Professeur Eucalyptus (Professeur Amamori)
- Tohru Furuya : Jonathan (Daisuke Yamori)
- Youko Asagami : Ambre (Sélénium)
- Kenichi Ogata : Banchou
- Toshio Furukawa : l'ordinateur d'Amamori

### Doublage français
- Hervé Rey : Édouard
- Marc François : Pr Eucalyptus / M. le Président / Eran
- Serge Bourrier : le chef des pirates / le père adoptif d'Opale / le colonel Guérard / le colonel Léopold / le père de Boulu
- Sophie Gormezano : Opale / Ambre / la mère adoptive d'Opale / Filo / Béryl (épisodes 35 et 36) / Marina (épisodes 38 et 39)
- Bernard Soufflet : Jonathan / le pirate au trench-coat / le colonel Léopold (épisodes 32 et 33)
- Sophie Arthuys : Marina / Boulu / la Reine mère
- Brigitte Lecordier : Boulu (premiers épisodes) / Olivia / Béryl (épisode 6) / la Reine Mère (épisode 33)
- Laurence Crouzet : la Reine Mère (épisodes 40 à 42) / Marina (épisode 41) / Béryl (épisode 41)
- Nicole Hiss : voix additionnelles

 Note : L'épisode 10, dont la VF avait été perdue, fut redoublé en 2025 pour la sortie de la série sur ADN. Seul Hervé Rey reprend son rôle d'Édouard, tandis que les autres personnages sont doublés par de nouveaux comédiens.

## Liste des épisodes[1],[2]
| Ép. | Titre français Traduction du titre japonais                                                  | Titre japonais           | Titre japonais                             | Date de 1re diffusion |
| Ép. | Titre français Traduction du titre japonais                                                  | Kana                     | Rōmaji                                     | Date de 1re diffusion |
| --- | -------------------------------------------------------------------------------------------- | ------------------------ | ------------------------------------------ | --------------------- |
| 1   | Le 9 septembre 1999 9 septembre 1999 : Minuit, 9 min, 9 s                                    | 1999年9月9日零時9分9秒   | 1999 nen 9 gatsu 9 nichi reiji 9 fun 9 byō | 16 avril 1981         |
| 2   | Édouard, lève tes yeux vers le ciel Hajime part visiter le vaste univers!                    | 始よ広い宇宙を見ろ       | Hajime yo hiroi uchū o miro                | 23 avril 1981         |
| 3   | L'enlèvement Le complot du voleur Millenium                                                  | 1000年盗賊の陰謀         | sennen tōzoku no inbō                      | 30 avril 1981         |
| 4   | La disparition des météorites La météorite qui disparaît                                     | 消えた隕石               | kie ta inseki                              | 07 mai 1981           |
| 5   | Le retour d'Opale Le vaisseau souterrain                                                     | 地底に船が…              | Chitei ni fune ga...                       | 14 mai 1981           |
| 6   | La ville souterraine La résidence souterraine                                                | 地底の大団地             | chitei no dai danchi                       | 21 mai 1981           |
| 7   | Invitation à la base souterraine Invitation dans la base souterraine                         | 地下基地への招待         | chikakichi e no shōtai                     | 28 mai 1981           |
| 8   | L'explosion Appel urgent : Explosion souterraine!                                            | 危機を呼ぶ地下爆発!      | kiki o yobu chika bakuhatsu!               | 11 juin 1981          |
| 9   | La caverne mystérieuse La caverne mystérieuse                                                | 大空洞の謎に迫れ!        | Daikūdō no nazo ni semare!                 | 25 juin 1981          |
| 10  | La bataille du cimetière sacré La bataille du mausolée sacré                                 | 聖なる墓地の戦い         | seinaru kichi no tatakai                   | 09 juin 1981          |
| 11  | Les pirates du fond des temps : amis ou ennemis Le voleur Millenium : Ami ou ennemi !?       | 1000年盗賊は敵か味方か!? | 1000 nen tōzoku wa teki ka mikata ka!?     | 23 juin 1981          |
| 12  | Le secret du télescope Le secret du télescope astronomique                                   | 天体望遠鏡の秘密         | tentaibōenkyō no himitsu                   | 30 juin 1981          |
| 13  | Le passage secret Voici venue l'aube de l'exécution                                          | 処刑の夜明けが来る       | shokei no yoake ga kuru                    | 13 août 1981          |
| 14  | Le secret de la reine La reine de la chambre aux machines                                    | 機械宮殿の女王           | kikai kyūden no joō                        | 27 août 1981          |
| 15  | L'embuscade La vie au crépuscule                                                             | 真実は夕闇の中に         | shinjitsu ha yūyami no nakani              | 10 septembre 1981     |
| 16  | La planète maléfique Rahmetal, l'étoile maléfique                                            | 悪魔の星ラーメタル       | akuma no hoshi rametaru                    | 17 septembre 1981     |
| 17  | Opale démissionne Le jour où Yayoi quitta l'observatoire                                     | 弥生が天文台を去る日     | Yayoi ga tenmondai o saru hi               | 24 septembre 1981     |
| 18  | Le tremblement de terre Le séisme avant la catastrophe                                       | 破局の前ぶれ地震         | hakyoku no mae bure jishin                 | 01 octobre 1981       |
| 19  | Opale et ses plans Demain, il faut décider                                                   | 明日への決断             | Ashita e no ketsudan                       | 08 octobre 1981       |
| 20  | (épisode inédit en VF) La crise mondial se profile                                           | 迫り来る地球の危機!!     | semari kuru chikyū no kiki!!               | 15 octobre 1981       |
| 21  | La visite du colonel La forte suspicion du dieu de la mort                                   | 死神ゲランの疑惑         | shinigami geran no giwaku                  | 22 octobre 1981       |
| 22  | L'homme à la soutane L'homme à l'ombre difforme                                              | 影にうごめく男           | Kage ni ugomeku otoko                      | 29 octobre 1981       |
| 23  | Duel au sommet Epreuve de force par une nuit d'orage                                         | 嵐の夜の対決             | arashi no yoru no taiketsu                 | 05 novembre 1981      |
| 24  | Le pendentif mystérieux Les deux pendentifs mystérieux                                       | 二つのペンダント         | futatsu no pendanto                        | 12 novembre 1981      |
| 25  | Nouvelle rencontre Un lien tissé entre de vieux ennemis                                      | 宿敵を結ぶ絆             | Shukuteki o musubu kizuna                  | 19 novembre 1981      |
| 26  | Les révélations du chef des pirates Réunion fatidique                                        | 運命の再会               | unmei no saikai                            | 26 novembre 1981      |
| 27  | La messagère de Loumetal L'envoyé de l'étoile maléfique                                      | 悪魔の星の使者           | akuma no hoshi no shisha                   | 03 décembre 1981      |
| 28  | Mise au point Départ rebelle                                                                 | 反逆への旅立ち           | Hangyaku e no tabidachi                    | 10 décembre 1981      |
| 29  | Duel dans la cité noire La bataille de la sombre capitale                                    | 黒い都の決闘             | kuroi miyako no kettō                      | 17 décembre 1981      |
| 30  | Les missiles Assaut sur la planète du destin                                                 | 宿命の星を撃て!          | shukumei no hoshi wo ute!                  | 24 décembre 1981      |
| 31  | L'opération Phénix Phénix, prends ton envol                                                  | 飛べ! フェニックス       | tobe! fenikkusu                            | 07 janvier 1982       |
| 32  | La riposte de la reine mère L'ordre d'envahir la Terre                                       | 地球攻撃命令             | chikyū kōgekimeirei                        | 14 janvier 1982       |
| 33  | Les pouvoirs de la reine du fond des temps Le miracle de la Reine Millénium                  | 1000年女王の奇跡         | 1000 nen joō no kiseki                     | 21 janvier 1982       |
| 34  | Ils ont éliminé le président La Terre est en danger ! L'attaque du vaisseau "Etoile jumelle" | 戦闘艦ふたつ星出撃!      | Sentōkan futatsuboshi shutsugeki!          | 28 janvier 1982       |
| 35  | L'exode La grande échappée souterraine                                                       | 地底大避難!              | Chitei dai hinan!                          | 04 février 1982       |
| 36  | Prise d'otages Ouverture sur la fin de la Terre                                              | 地球壊滅の序章           | chikyū kaimetsu no joshō                   | 11 février 1982       |
| 37  | Opale et Édouard en péril Traversée de la mer désespérée !                                   | 絶望の海を渡れ!          | Zetsubō no umi o watare!                   | 18 février 1982       |
| 38  | La tentative désespérée d'Ambre La veille de la bataille finale                              | 大決戦前夜               | dai kessen zenya                           | 25 février 1982       |
| 39  | L'occupation du cimetière sacré La victoire de demain                                        | 明日なき勝利             | ashita naki shōri                          | 04 mars 1982          |
| 40  | Deux reines face à face La malédiction de la comète noire                                    | 暗黒彗星の呪い           | ankoku suisei no noroi                     | 11 mars 1982          |
| 41  | Le jour fatidique est proche Le dernier jour de la Terre                                     | 地球最後の日             | chikyūsaigo no nichi                       | 18 mars 1982          |
| 42  | La messagère de paix et d'amour La légende de la Reine Millénium                             | 1000年女王の伝説         | 1000 nen joō no densetsu                   | 25 mars 1982          |